# Pogonatum barnesii
Pogonatum barnesii là một loài rêu trong họ Polytrichaceae. Loài này được Cardot mô tả khoa học đầu tiên năm 1911.